# Otelfingen
Otelfingen is een gemeente en plaats in het Zwitserse kanton Zürich, en maakt deel uit van het district Dielsdorf.

Eind 2006 telde Otelfingen 2263 inwoners.

## Golfpark
Bij Otelfingen ligt sinds 2000 Golfpark Otelfingen, waar de Lägern Golf Club speelrecht heeft. Er is een 18 holesbaan en een 6-holes oefenbaan. Het is een open vlak terrein met jonge bomen. ( Foto)